# Ion Neculai

a Compétitions nationales et continentales officielles uniquement.

b Matchs officiels uniquement.
Dernière mise à jour le 15 avril 2025.
Ion Neculai, né le 25 janvier 2001 à Chișinău (Moldavie), est un joueur international italien de rugby à XV jouant au poste de pilier droit avec la franchise des Zebre Parma en United Rugby Championship.

## Biographie
Ion Neculai naît à Chișinău en Moldavie, puis rejoint l'Italie à l'âge de deux ans et grandit sur l'île d'Elbe,. Il commence à jouer au rugby à XV à l'âge de neuf ans au club d'Elbe Rugby, avant d'intégrer le centre de formation du Rugby Club I Cavalieri Prato. Il rejoint ensuite le Cavalieri Union Rugby. Durant sa jeunesse, il représente l'Italie dans plusieurs catégories de jeunes. Il fait ses débuts avec l'équipe d'Italie des moins de 20 ans durant le Tournoi des Six Nations 2020.
En 2021, il est recruté par la franchise des Zebre Parma qui évolue désormais en United Rugby Championship. Il fait ainsi ses débuts professionnels avec cette équipe en 2021-2022, lors de la première journée du championnat. Un mois après, il est sélectionné avec l'Italie A (en) (équipe réserve) pour un match contre l'Espagne.
À la fin de sa première saison, il est sélectionné en équipe d'Italie par Kieran Crowley pour la tournée d'été. Il peut jouer pour ce pays grâce à ses années de résidence sur le territoire italien. C'est durant cette tournée qu'il obtient sa première sélection avec son pays d'adoption, dans une courte victoire 31 à 38 contre le Portugal.
Il manque quatre mois de compétition durant la saison 2023-2024 à cause d'une blessure à l'épaule, nécessitant une opération. Cette blessure survient lors d'un entraînement, où il se luxe l'épaule gauche après un contact.